# Sacra Propediem
 Sacra Propediem  è un'enciclica di papa Benedetto XV, datata 6 gennaio 1921, scritta in occasione del VII Centenario della fondazione del Terzo Ordine Francescano, e dedicata alla figura di San Francesco d'Assisi e alle sue opere.